# Jesuitenstation Hagenhausen
Die Jesuitenstation Hagenhausen war eine Niederlassung des Jesuitenordens in Hagenhausen bei Altdorf bei Nürnberg (Bistum Eichstätt).

## Geschichte
Hagenhausen gehörte zum pfalzgräflichen Amt Heimburg und war 1556 lutherisch geworden. Als zu Beginn des Dreißigjährigen Krieges der evangelische Kurfürst von der Pfalz, Friedrich V., 1622 seine Erblande verlor, führte Herzog Maximilian von Bayern 1624 den katholischen Glauben in der Oberpfalz wieder ein. Im Zuge dieser gegenreformatorischen Maßnahme versahen 1628 zwei Jesuitenpatres aus Amberg namens Keck und Kraus die Pfarrei Hagenhausen mit Gnadenberg und Stöckelsberg, blieben aber nur ein Jahr. 
Das von den Jesuiten veranlasste Religionspatent vom 27. April 1628 forderte eine Bekehrung zum Katholizismus innerhalb von sechs Monaten oder die Auswanderung; der aus dem böhmischen Eger stammende evangelische Pfarrer Johann Knött(n)er (Knötnerus/Knottnerus), seit 1614 in Hagenhausen im Amt, wählte letzteres, nachdem er bereits 1626 nach Altdorf umgesiedelt war. 
Nach den Jesuiten kehrte 1629 der katholische Pfarrer Albert Huber, der schon 1626 bis 1628 Hagenhausen mit seinen 108 „Seelen“ pastoriert und den Jesuiten Platz gemacht hatte, an seinen Wirkungsort zurück, ging aber noch im gleichen Jahr als Pfarrer nach Burggriesbach, wo er 1651 starb.
1635 zerstörten die Schweden das Pfarrhaus, in dem vermutlich auch die Jesuiten gewohnt hatten, mitsamt einem Teil der Kirche.